# Simple Song
Simple Song est une chanson du groupe The Shins, sortie sur leur album Port of Morrow.
La chanson peut être entendue à la fin du dernier épisode de la saison 8 de la série How I Met Your Mother.